# ربکا الوه
ربکا الوه (فرانسوی: Rebecca Elloh‎؛ زادهٔ ۲۵ دسامبر ۱۹۹۴) بازیکن فوتبال زن در پست مهاجم اهل ساحل عاج است.

## باشگاهی
از باشگاه‌هایی که در آن بازی کرده‌است می‌توان به پیرگوس لیماسول، بارسلون اشاره کرد.

## تیم ملی
وی همچنین در تیم ملی فوتبال زنان ساحل عاج بازی کرده‌است و در  جام جهانی فوتبال زنان ۲۰۱۵ حضور داشته است.